# Liste der Kirchen in Zürich
Diese Liste der Kirchen in Zürich beschreibt die Kirchen in der Stadt Zürich.
Das Stadtbild ist von den 47 evangelisch-reformierten und 25 römisch-katholischen Kirchbauten geprägt. Über die Stadt verteilt finden sich auch Kirchen verschiedener anderer Religionen.

## Römisch-katholische Kirchen
Die römisch-katholische Kirche besitzt auf Stadtgebiet 25 Kirchen, wobei die Kirche Don Bosco für die italienischsprachige Seelsorge und die Eglise Sainte Famille für die französischsprachige Seelsorge bestimmt ist. Daneben gibt es weitere katholische Kapellen sowie einige ökumenische Kirchen, die von der römisch-katholischen Kirche mitgetragen werden.
| Bild | Name                        | Stadtquartier/Lage                                     | Baujahr                                                                        | Architekt | Anmerkungen                                                                                           |
| ---- | --------------------------- | ------------------------------------------------------ | ------------------------------------------------------------------------------ | --- | --- |
|      | Kirche Allerheiligen        | Unterstrass, Wehntalerstrasse 220 682321 / 251497      | 1963–1964                                                                      | Karl Higi | Erste Kirche des Bistums Chur, in der die Liturgiekonstitution des Zweiten Vatikanums umgesetzt wurde |
|      | Kirche Bruder Klaus         | Unterstrass, Milchbuckstrasse 75 683486 / 249847       | 1932–1933, 1970–1971 (Krypta)                                                  | Anton Higi, Karl Higi (Krypta) | Erste Pfarrkirche weltweit, die dem Hl. Niklaus von Flüe geweiht wurde                                |
|      | Kirche Don Bosco            | Aussersihl, Hohlstrasse 98 681899 / 248155             | 1951–1952                                                                      | Attilio Calegari | Saalkirche im Stil der französischen Betongotik nach Auguste Perret u. a.                             |
|      | Kirche Dreikönigen          | Enge, Schulhausstrasse 20 682443 / 246187              | 1950–1951                                                                      | Ferdinand Pfammatter und Walter Rieger                                                                                                | Zwillingskirche von Maria Frieden Dübendorf                                                           |
|      | Kirche Erlöser              | Riesbach, Zollikerstrasse 158 684813 / 245486          | 1937, 1984–1987                                                                | Karl Strobel, Benito Davi (Kapelle 1987)                                                                                              | Betonkirche im Stil des Neuen Bauens                                                                  |
|      | Kirche Guthirt              | Wipkingen, Nordstrasse 250 682181 / 249894             | 1922–1923                                                                      | Anton Higi | Längsrechteckiger Bau mit monumentaler Turmfassade im Stile der Neoromanik und des Heimatstil         |
|      | Kirche Heilig Geist         | Höngg, Brunnwiesenstrasse 57 680345 / 250597           | 1971–1973                                                                      | Karl Higi | Betonkubus mit indirekter Lichtführung. Kirchturm niedriger als Kirche                                |
|      | Kirche Herz Jesu Oerlikon   | Oerlikon, Schwamendingenstrasse 57 684027 / 251260     | 1892–1893, Turm 1907                                                           | August Hardegger, Joseph Steiner (Umbau 1944–1946)                                                                                    | Kirche im Baustil des Historismus mit neogotischen Elementen                                          |
|      | Kirche Herz Jesu Wiedikon   | Wiedikon, Aemtlerstrasse 49 681238 / 247444            | 1920–1921, 1966–1970 (Taufkapelle und Krypta)                                  | Joseph Steiner, Rudolf Mathys (Krypta)                                                                                                | Basilika im neoromanischen Baustil                                                                    |
|      | Kirche Heilig Kreuz         | Altstetten, Saumackerstrasse 81 679269 / 248685        | 1978–1979, Turm von 1937                                                       | Dezsö Ercsi | Betonkubus in Form einer Pyramide, jüngste römisch-katholische Kirche der Stadt                       |
|      | Kirche Liebfrauen           | Unterstrass, Weinbergstrasse 32 683553 / 248228        | 1893–1894, 1980–1981 (Krypta)                                                  | August Hardegger, Otto Glaus (Krypta)                                                                                                 | Dreischiffige Basilika mit Chor und Apsis in spätantikem Baustil                                      |
|      | Kirche Maria Krönung        | Witikon, Carl-Spitteler-Strasse 38–44 687042 / 245702  | 1963–1965                                                                      | Justus Dahinden | Polygonaler Kirchbau mit pyramidalem Dach und freistehendem Turm                                      |
|      | Kirche Maria Lourdes        | Seebach, Schaffhauserstrasse 465 683646 / 252715       | 1933–1935                                                                      | Fritz Metzger | Orthogonaler Eisenbetonbau mit Lourdesgrotte, einzige Wallfahrtskirche in der Stadt Zürich            |
|      | Kirche Maria-Hilf           | Leimbach, Leimbachstrasse 64 681566 / 243012           | 1972–1974                                                                      | Walter Moser | Verschachtelte Baukörper mit blauen Keramikplatten. Auszeichnung für gute Bauten 1974                 |
|      | Kirche Sainte Famille       | Hottingen, Hottingerstrasse 36 684807 / 245506         | 1965–1966                                                                      | Ferdinand Pfammatter und Walter Rieger                                                                                                | In Betonkubus eingelassene Saalkirche mit halbrunder Empore                                           |
|      | Kirche St. Anton            | Hottingen, Neptunstrasse 68 684492 / 246673            | 1906–1908                                                                      | Curjel & Moser | Früher Betonbau als neoromanische dreischiffige Basilika                                              |
|      | Kirche St. Felix und Regula | Hard, Hardstrasse 68 681175 / 248354                   | 1949–1950                                                                      | Fritz Metzger | Ovalbau mit flacher Betonschalenkuppel                                                                |
|      | Kirche St. Franziskus       | Wollishofen, Albisstrasse 49 682553 / 244160           | 1927–1928                                                                      | Joseph Steiner | Heimatstil mit neoromanischen Elementen, Rundturm als Referenz an den italienischen Hl. Franziskus    |
|      | Kirche St. Gallus           | Schwamendingen, Dübendorfstrasse 70 686097 / 250764    | 1955–1957                                                                      | Ferdinand Pfammatter und Walter Rieger                                                                                                | Betonbau mit Querschnitt einer Parabel in Anlehnung an die Hangars des nahen Flugplatzes Dübendorf    |
|      | Kirche St. Josef            | Industriequartier, Heinrichstrasse 132 682239 / 249035 | 1912–1914                                                                      | Curjel & Moser | Neubarocke dreischiffige Basilika                                                                     |
|      | Kirche St. Katharina        | Affoltern, Wehntalerstrasse 451 681011 / 252193        | 1970–1972                                                                      | Wilhelm und Eugen O. Fischer | Polygonaler Betonbau mit gestaffelter Chorwand                                                        |
|      | Kirche St. Konrad           | Albisrieden, Fellenbergstrasse 229 679881 / 247562     | 1953–1956                                                                      | Ferdinand Pfammatter und Walter Rieger                                                                                                | Zentralbau im Stil der französischen Betongotik nach Auguste Perret u. a.                             |
|      | Kirche St. Martin           | Fluntern, Krähbühlstrasse 48 685062 / 248115           | 1938–1939                                                                      | Anton Higi | Säulenloser Zentralbau mit abgeschrägten Ecken und Zeltdach im Heimatstil                             |
|      | Kirche St. Peter und Paul   | Aussersihl, Werdstrasse 63 682254 / 247383             | 1873–1874, Verlängerung und Turmfassade 1894–1896, Anbau Annakapelle 1979–1981 | Rudolf Gottlieb Gull, Alfred Chiodera und Theophil Tschudy (Anbau und Turmfassade von 1896), Walter Rieger (St. Annakapelle von 1981) | Älteste römisch-katholische Kirche der Stadt Zürich, Mutterkirche aller 25 Pfarreien                  |
|      | Kirche St. Theresia         | Friesenberg, Borrweg 78–80 680530 / 246280             | 1932–1933                                                                      | Fritz Metzger | Zweischiffige Betonkirche mit Fresken von Richard Seewald                                             |

## Evangelisch-reformierte Kirchen
Seit der Reformation, die in Zürich von Huldrych Zwingli 1523 durchgeführt wurde, galt die Stadt Zürich als Hochburg des Protestantismus in der Schweiz. Aufgrund der Säkularisierung und der Immigration andersgläubiger Menschen schwindet der Anteil an Reformierten in Zürich. Die evangelisch-reformierte Kirche betreibt in der Stadt Zürich (Stand 2015) 47 Kirchbauten. Zusätzlich unterhält sie einige ökumenische Kirchen.
| Bild                       | Name                      | Stadtquartier/Lage                                   | Baujahr                                                            | Anmerkungen |
| -------------------------- | ------------------------- | ---------------------------------------------------- | ------------------------------------------------------------------ | --- |
|                            | Eglise réformée française | Altstadt, Schanzengasse 25                           | Eingeweiht am 9. Februar 1902                                      | Eglise réformée française zurichoise. 1683 wanderten zahlreiche Hugenotten nach Zürich ein. 1685 Gründung der Französischen Pfarrei. Gottesdienstorte: Fraumünster (1685–1709), Chorherrenstift des Grossmünsters (1709–1834), im Chor des Grossmünsters (1834–1851), Grossmünsterschulhaus (1851–1860), Grossmünsterkapelle (1860–1902), seit 1902 in der Kapelle mit 400 Plätzen an der Schanzengasse 25. Die Kirche wurde in den Jahren 1900–1902 nach Plänen des Architekten Benjamin Recordon errichtet. |
|                            | Alte Kirche Albisrieden   | Albisrieden, Albisriederstrasse 678927 / 247592      | 1816–1818                                                          | Querkirche im klassizistischen Stil |
|                            | Neue Kirche Albisrieden   | Albisrieden, Ginsterstrasse 54 679586 / 247773       | 1949–1951                                                          | Längsrechteckige Saalkirche mit Kassettendecke |
|                            | Alte Kirche Altstetten    | Altstetten, Pfarrhausstrasse 19 679011 / 248955      | ca. 1300                                                           | Saalkirche mit Chorturm, bis zur Reformation Marien-Wallfahrtskirche |
|                            | Neue Kirche Altstetten    | Altstetten, Pfarrhausstrasse 21 678982 / 248950      | 1939–1941                                                          | Gestaffelte Fassade mit offenem Portalvorbau |
|                            | Andreaskirche Sihlfeld    | Sihlfeld, Brahmsstrasse 106 680297 / 248098          | 1964–1966                                                          | Orthogonaler Kubus mit indirekter Lichtführung |
| Reformiert Balgrist 01.JPG | Kirche Balgrist           | Balgrist, Lenggstrasse 75 685781 / 245532            | 1950–1952                                                          | Längsrechteckige Saalkirche mit freistehendem Turm |
|                            | Kirche Bühl               | Wiedikon, Goldbrunnenstrasse 54 681438 / 246896      | 1894–1896                                                          | Neugotischer Backsteinbau mit Zwillingsportal |
|                            | Bullingerkirche           | Hard, Bullingerstrasse 4 681295 / 248257             | 1953–1956                                                          | Sachliche Rasterarchitektur |
|                            | Kirche Enge               | Enge, Bürglistrasse 682422 / 246318                  | 1892–1894                                                          | Kreuzförmiger Zentralbau mit Turm als italienischem Campanile |
|                            | Alte Kirche Fluntern      | Fluntern, Gloriastrasse 684640 / 247828              | 1762, zur Kirche 1862 umgebaut                                     | Das einstige Bethaus erhielt 1763 die erste Orgel eines Bethauses, es war allerdings verboten, die Orgel im Gottesdienst zu spielen |
|                            | Neue Kirche Fluntern      | Fluntern, Gellertstrasse 1 684443 / 247953           | 1918–1920                                                          | Neoklassizistischer Betonbau mit hohem Frontturm |
|                            | Fraumünster               | Altstadt, Münsterhof 683271 / 247127                 | 9. Jahrhundert                                                     | Im Mittelalter königliches Damenstift, neugotische Schaufassade von 1912 |
|                            | Kirche Friesenberg        | Friesenberg, Schweighofstrasse 680647 / 246080       | 1941–1947                                                          | Längsrechteckige Saalkirche |
|                            | Kirche Glaubten           | Affoltern, Riedenhaldenstrasse 1–7 681448 / 252104   | 1971–1972                                                          | Quadratischer Kirchbau mit indirekter Lichtführung |
|                            | Grossmünster              | Altstadt, Grossmünsterplatz 4 683501 / 247161        | 1100–1230                                                          | Im Mittelalter Chorherrenstift mit romanischem Kreuzgang |
|                            | Grossmünsterkapelle       | Altstadt, Zwingliplatz 5 683552 / 247193             | 1858–1860                                                          | Polygonaler Bau im Stil der englischen Tudorgotik |
|                            | Kirchgemeindehaus Grünau  | Altstetten, Bändlistrasse 15 679341 / 249878         | 1990                                                               | Jüngster Kirchenbau der reformierten Kirche in der Stadt Zürich |
|                            | Kirche Höngg              | Höngg, Am Wettingertobel 40 679884 / 250618          | 10. Jahrhundert, Erweiterung 13. Jahrhundert, Turm 15. Jahrhundert | Wahrzeichen des Quartiers Höngg |
|                            | Johanneskirche            | Industriequartier, Limmatstrasse 114 682667 / 248682 | 1897–1898                                                          | Quartierkirche im Stil der Neorenaissance |
|                            | Kreuzkirche               | Hottingen, Carmenstrasse 684839 / 247226             | 1902–1905                                                          | Kreuzförmiger Zentralbau mit Kuppeltambour. Französischer Klassizismus |
|                            | Kirche Leimbach           | Leimbach, Wegackerstrasse 42 681436 / 243000         | 1971                                                               | Betonkubus, der sich mit Kirchgemeindehaus um Innenhof gruppiert |
|                            | Kirche Letten             | Letten, Imfeldstrasse 51 682488 / 249303             | 1954                                                               | Längsrechteckiger Saalbau im Landistil |
|                            | Markuskirche              | Seebach, Höhenring 56 683184 / 252743                | 1947–1948                                                          | Achteckiger Zentralbau mit Zeltdach und freistehendem Turm |
|                            | Matthäuskirche            | Unterstrass, Hoffeld 4 682662 / 251046               | 1949–1950                                                          | Kirchensaal im Landistil |
|                            | Neumünster                | Riesbach, Neumünsterstrasse 10 684597 / 246111       | 1836–1839                                                          | Fünfachsiger Saalbau, vom englischen Klassizismus inspiriert |
|                            | Kirche Oberstrass         | Oberstrass, Stapferstrasse 60 683681 / 248707        | 1908–1910                                                          | Ornamentik des späten Jugendstils |
|                            | Kirche Oerlikon           | Oerlikon, Oerlikonerstrasse 99 683603 / 251181       | 1908                                                               | Kirche mit kreuzförmigem Grundriss in ländlichem Heimatstil |
|                            | Pauluskirche              | Unterstrass, Milchbuckstrasse 57 683390 / 249848     | 1932–1934                                                          | Mit Muschelkalk verkleideter Betonbau |
|                            | Predigerkirche            | Altstadt, Predigerplatz 1 683597 / 247598            | romanisches Langhaus, 1611–1614 umgebaut                           | Im Chor der mittelalterlichen Kirche ist ein Archiv des Zentralbibliothek |
|                            | Kirche Saatlen            | Schwamendingen, Saatlenstrasse 240 684942 / 251658   | 1962–1964                                                          | Expressiv gestaffelter Baukörper, Auszeichnung für gute Bauten 1965 |
|                            | Kirche Schwamendingen     | Schwamendingen, Stettbachstrasse 685711 / 250935     | 1674                                                               | 1674 erfolgte ein fast völliger Neubau der mittelalterlichen Dorfkirche |
|                            | Alte Kirche Seebach       | Seebach, Buhnrain 683313 / 253040                    | 1664                                                               | Längsrechteckiger Bau mit polygonalem Chor |
|                            | St.-Jakobs-Kirche         | Aussersihl, Stauffacherstrasse 34 682347 / 247597    | 1896–1897                                                          | Neorenaissance-Kirche mit 1400 Sitzplätzen |
|                            | St. Peter-Kirche          | Altstadt, St.-Peter-Hofstatt 683248 / 247281         | 13. Jahrhundert (Turm), 1705–1706 (Langhaus)                       | Grösstes Turmzifferblatt Europas; erster protestantischer Kirchbau der Stadt Zürich |
|                            | Stefanskirche Hirzenbach  | Schwamendingen, Altwiesenstrasse 170 686560 / 250704 | 1954–1955                                                          | Polygonaler Kirchenbau mit zeltartigem Dach |
|                            | Kirche Suteracher         | Altstetten, Am Suteracher 2 678056 / 249274          | 1982                                                               | Quartierkirche mit skulpturalen Formen, Auszeichnung für gute Bauten |
|                            | Thomaskirche im Gut       | Wiedikon, Burstwiesenstrasse 34–38 680605 / 247184   | 1959–1961                                                          | Nordisch anmutender Backsteinbau mit weit herunterreichendem Satteldach |
|                            | Kirche Unterdorf          | Affoltern, Zehntenhausstrasse 680753 / 253183        | 1683                                                               | Längsrechteckige Kirche mit polygonalem Chor und abgewalmtem Satteldach |
|                            | Kirche Unterstrass        | Unterstrass, Turnerstrasse 47 683303 / 249089        | 1883                                                               | Neugotischer Sichtbacksteinbau |
|                            | Wasserkirche              | Altstadt, Limmatquai 31 683428 / 247120              | 1479–1484                                                          | Möglicher Hinrichtungsort der Stadtheiligen Felix und Regula |
|                            | Bethaus Wiedikon          | Wiedikon, Schlossgasse 10 681653 / 247064            | 1789–1791                                                          | Bethaus mit angebautem Schulhaus |
|                            | Kirche Wipkingen          | Wipkingen, Wibichstrasse 43 682211 / 250133          | 1908                                                               | Neugotische Kirche mit Bruchsteinmauerwerk |
|                            | Alte Kirche Witikon       | Witikon, Berghaldenstrasse 51 687332 / 245836        | 1270                                                               | Längsrechteckiges Schiff und querrechteckiger Chor. Im 18. Jahrhundert ausgeweitet zum Predigtraum |
|                            | Neue Kirche Witikon       | Witikon, Witikonerstrasse 292 686733 / 245863        | 1955–1957                                                          | Polygonaler Betonbau |
|                            | Alte Kirche Wollishofen   | Wollishofen, Kilchbergstrasse 682692 / 244184        | 1702                                                               | Längsrechteckiges Schiff mit polygonalem Chor |
|                            | Neue Kirche Wollishofen   | Wollishofen, Auf der Egg 682647 / 244050             | 1935–1936                                                          | Halbkreisförmiger Eisenbetonbau, mit Muschelkalkplatten verkleidet. Profanierung geplant |
|                            | Zwinglikirche             | Wiedikon, Aemtlerstrasse 23 681313 / 247328          | 1925                                                               | Rechteckiger Saalbau mit klassizistischer Tempelfront |

## Christkatholische Kirchen
Die dritte öffentlich-rechtlich anerkannte Kirche im Kanton Zürich ist die Christkatholische Kirche. Neben der Kapelle St. Michael in Winterthur betreibt sie im Kanton Zürich zwei Kirchen, beide in der Stadt Zürich gelegen.
| Bild | Name             | Stadtquartier/Lage                      | Baujahr | Anmerkungen |
| ---- | ---------------- | --------------------------------------- | ------- | --- |
|      | Augustinerkirche | Altstadt, Augustinerhof 683142 / 247357 | 1270    | War nach der Reformation Münzprägeanstalt, 1841 für die Katholiken zu einer Kirche rückgebaut, seit 1873 christkatholische Kirche |
|      | Christuskirche   | Oerlikon, Dörflistrasse 17              |         | Christkatholische Kirche in Oerlikon                                                                                              |

## Ökumenische Kirchen
Die drei Landeskirchen arbeiten in verschiedenen Belangen zusammen, neben Seelsorgeangeboten in Spitälern und sozialen Einrichtungen werden auch folgende Gottesdienst-Orte ökumenisch betrieben:
| Bild | Name                                  | Stadtquartier/Lage                           | Baujahr   | Anmerkungen |
| ---- | ------------------------------------- | -------------------------------------------- | --------- | --- |
|      | Bahnhofkirche                         | im Hauptbahnhof Zürich 683200 / 248051       | 2001      | Sie ist die älteste Bahnhofskirche der Schweiz und wird von der katholischen und von der reformierten Kirche gemeinsam betrieben. |
|      | Sihlcity-Kirche                       | im Einkaufszentrum Sihlcity 681872 / 245832  | 2007–2019 | Sie wurde bis zu ihrer Auflösung Ende April 2019 von der katholischen, der christkatholischen und der reformierten Kirche gemeinsam finanziert und besass ein Glasgemälde von Hans Erni, das sich als Leihgabe der röm.-kath. Kirche seit 2020 in der Paulus-Akademie Zürich befindet. |
|      | Kirche des Universitätsspitals Zürich | im Universitätsspital Zürich 683927 / 247921 | 1987      | Sie wird von der reformierten und der katholischen Kirche gemeinsam betrieben und wurde von Max Rüedi gestaltet. |
|      | Kirche der Epi-Klinik                 | Weinegg, Bleulerstrasse 56 685464 / 244827   | 1971      | Architekt ist Bruno Giacometti, der die Kirche bewusst ökumenisch konzipierte. Das asymmetrische Kreuz weist darauf hin: Gott akzeptiert uns alle, auch wenn wir nicht der «Ordnung» entsprechen.                                                                                      |

## Orthodoxe Kirchen
Die orthodoxen Kirchgemeinden sind in der Schweiz regional organisiert. Neben den unten aufgeführten orthodoxen Kirchen, die es in der Stadt Zürich gibt, feiern weitere orthodoxe Gemeinschaften ihre Liturgie in anderen christlichen Kirchgebäuden der Stadt Zürich, aber auch in anderen Orten der Deutschschweiz.
| Bild | Name                         | Stadtquartier/Lage                | Baujahr | Anmerkungen |
| ---- | ---------------------------- | --------------------------------- | ------- | --- |
|      | Kirche Agios Dimitrios       | Wipkingen, Rousseaustrasse 17     | 1995    | Die Griechisch-Orthodoxe Kirchgemeinde Agios Dimitrios errichtete ihre Kirche im Jahr 1995. Wegen städtischer Auflagen musste das Äussere des Gotteshauses im Gestus der Moderne errichtet werden. Im Innern zeigt sich die Kirche dagegen im traditionellen Erscheinungsbild orthodoxer Kirchen. |
|      | Christi-Auferstehungs-Kirche | Oberstrass, Narzissenstrasse 10   | 1910    | Die Russisch-Orthodoxe Auferstehungsgemeinde besteht seit dem Jahr 1936. Das im Jahr 1910 als Emmauskapelle der Pilgermission St. Chrischona errichtete Gotteshaus wurde im Jahr 2002 als russisch-orthodoxe Kirche geweiht.                                                                      |
|      | Hl. Pokrov (Mariaschutz)     | Oberstrass, Haldenbachstrasse 2   |         | Die Russisch-Orthodoxe Kirchgemeinde Hl. Pokrov (Mariaschutz) wurde 1933 gegründet und ist damit die älteste orthodoxe Gemeinde in Zürich. Der Andachtsraum wird seit 1933 betrieben. |
|      | Hl. Dreifaltigkeit           | Aussersihl, Elisabethenstrasse 20 | 1912    | Die serbisch-orthodoxe Gemeinde besteht seit 1967. Die Kirche Hl. Dreifaltigkeit war früher eine christkatholische Kirche und wurde der serbisch-orthodoxen Gemeinde im Jahr 2001 übergeben. |
|      | Kirche Maria entschlafen     | Schwamendingen, Glattstegweg 91   |         | Die Kirche wurde als neuapostolisches Gotteshaus erbaut. Im Jahr 2006 wurde das Gebäude an die Serbisch-Orthodoxe Kirche verkauft. |

## Weitere Kirchen
In der Stadt Zürich gibt es weitere christliche Sakralbauten und kirchliche Räume, so Gotteshäuser von Freikirchen und anderen christlichen Gemeinschaften. Aufgeführt werden ebenfalls Gottesdienstlokale von Gemeinschaften, die sich nach ihrer eigenen Tradition auf Jesus Christus berufen.
| Bild | Name                                                          | Stadtquartier/Lage                        | Baujahr                      | Anmerkungen |
| ---- | ------------------------------------------------------------- | ----------------------------------------- | ---------------------------- | --- |
|      | St. Andrew’s Church                                           | Altstadt, Promenadengasse 9               | 1847                         | The Association of the Anglican Church in Zurich Der Anglikanismus ist in der Schweiz im 19. Jahrhundert im Zusammenhang mit dem Tourismus aus England entstanden. Die Zürcher Gemeinde gehört zur Diözese der Church of England in Europa. Die St. Andrew’s Church war ursprünglich eine Friedhofskapelle und wurde 1847 nach Plänen von Ferdinand Stadler durch August Stadler erbaut. 1895 wurden ein Chor und eine Sakristei angebaut. Seit 1896 anglikanische Kirche. 1974 erfolgte der Anbau des Pfarrhauses. |
|      | St. Anna-Kapelle                                              | Altstadt, St. Annagasse 11                | 1911                         | Historischer Standort der ehemaligen Glockengiesserei Füssli. Ab 1807 Gottesdienstort für die Katholiken. 1864 wurde durch Mathilde Escher die Vorgängerkirche erbaut, im Untergeschoss das St. Anna-Asyl, eine Wohn- und Unterrichtsstätte für behinderte Mädchen, im Obergeschoss eine Kapelle. 1910 erfolgte der Bau der heutigen Kapelle durch die Evangelische Gesellschaft. |
|      | Baptistische Salemskapelle                                    | Hottingen, Steinwiesstrasse 34            | 1898                         | Die Baptistengemeinde Zürich wurde im Jahr 1849 gegründet und ist die älteste Baptistengemeinde der Schweiz, die heute noch existiert. |
|      | Bethelkapelle                                                 | Hottingen, Wilfriedstrasse 5              | 1899                         | Viva Kirche Zürich (eh. Chrischona). 1840 wurde die Pilgermission St. Chrischona bei Basel gegründet. 1986 ging daraus die Chrischona Schweiz hervor, die sich seit 2022 zu Viva Kirche Schweiz umbenannte. Die 1899 erbaute Kapelle in Hottingen wurde für die Bethel-Gemeinde errichtet, die seit 1931 zum Verband der Chrischona-Gemeinden gehört. Die Jugendstilkapelle wurde mit 1'500 Sitzplätzen erbaut. |
|      | C3 (Christian City Church)                                    | Industriequartier, Pfingstweidstrasse 101 |                              | C3 (Christian City Church) Zürich. Im Jahr 2012 gegründet, gehört die Gemeinschaft zu den C3 Church Global. |
|      | Christliches Zentrum Buchegg                                  | Unterstrass, Hofwiesenstrasse 143         | 1980                         | Christliches Zentrum Buchegg/Pfingstmission Zürich |
|      | Evangelische Täufergemeinde Zürich                            | Hottingen, Freiestrasse 83                | 1892, Anbauten 1965 und 1992 | ETG Zürich, Gemeinde in Zürich seit 1836, in Hottingen seit 1851, seit 1892 an der Freiestrasse 83. |
|      | Evangelisch-methodistische Kirche Zürich 2                    | Wollishofen, Mutschellenstrasse 188       |                              | In der evangelisch-methodistischen Kirche in Wollishofen finden die Gottesdienste der Regenbogenkirche statt. |
|      | Evangelisch-methodistische Kirche Zürich 4                    | Aussersihl, Stauffacherstrasse 54         | 1909                         | Die evangelisch-methodistische Kirche ist in Zürich seit dem Jahr 1856 präsent. Im Jahr 1909 errichtete Architekt Albert Brändli (1876–1949) das Gebäude für die Gemeinde Zürich 4, gleichzeitig mit dem Volkshaus. Es handelt sich um eine zweigeschossige Saalkirche mit Nebenräumen und Wohnungen im barockisierenden Heimatstil. |
|      | Evangelisch-methodistische Kirche Zürich-Altstetten           | Altstetten, Friedhofstrasse 9             |                              | Das Gebäude der evangelisch-methodistischen Gemeinde in Altstetten befindet sich unweit der Neuen reformierten Kirche Altstetten. |
|      | Evangelisch-methodistische Kirche Zürich Nord                 | Oerlikon, Regensbergstrasse 148           | 2013–2015                    | Die evangelisch-methodistische Kirche für die Gemeinde Zürich Nord wurde 2013 durch das Architekturbüro Guignard und Saner errichtet. Es handelt sich um ein Gebäude mit Kirche und 11 Wohnungen. |
|      | Evangelisch-methodistische Kirche Zelthof (Taborkapelle)      | Altstadt, Promenadengasse 4               | 1873                         | Die evangelisch-methodistische Kirche für die Gemeinde Zürich Ost wurde im Jahr 1873 nach Plänen von Johannes Baur als neugotischer Betsaal errichtet. Der Gottesdienstraum bietet bis 180 Personen Platz. Im Jahr 1980 wurde das Gebäude durch Architekt Heinz Hertig und Innenarchitekt Hans-Dieter Nieländer saniert und umgestaltet. Wandmalerei und Buntglasfenster durch Eva Pauli. |
|      | FEG Albisrieden                                               | Albisrieden, Albisriederstrasse 399       |                              | Freie Evangelische Gemeinde Albisrieden, von 1975 bis 2007 Evangelische Gemeinde Albisrieden (EGA) |
|      | FEG Trittligasse                                              | Altstadt, Trittligasse 4                  |                              | Freie Evangelische Gemeinde Trittligasse. Die Liegenschaft wurde 1937 erworben. |
|      | Gottesdienstgebäude der First Church of Christ Scientist      | Hottingen, Merkurstrasse 4                | 1950–1954                    | Erbaut in den Jahren 1950–1954 durch die Architekten Alfred Kellermüller und Hans Hoffmann für Christliche Wissenschafter Zürich (First Church of Christ Scientist) |
|      | Friedenskirche                                                | Altstadt, Hirschengraben 52               | 1890                         | Equippers Friedenskirche Zürich. Von Johannes Baur im Jahr 1890 erstelltes neugotisches Gotteshaus für die Methodisten. 1988 übernahm die Bewegung Plus Zürich die Friedenskirche, welche seit 1993 unter Denkmalschutz steht. Seit 2013 Equippers Friedenskirche Zürich. |
|      | Kirche der GfC Zürich                                         | Altstadt, Gräbligasse 14                  | 1959                         | Gemeinde für Christus. Im Jahr 1909 im Emmental gegründet als Verein des Freien Blauen Kreuzes, wurde sie 1914 in Evangelischer Brüderverein (EBV) umbenannt und 2009 dann in Gemeinde für Christus. Der Gottesdienstraum an der Gräbligasse wird seit 1959 geführt. |
|      | Heilsarmee Zürich-Nord                                        | Schwamendingen, Saatlenstrasse 256        |                              | Heilsarmee Korps Zürich-Nord |
|      | Heilsarmee Zürich-Zentral                                     | Aussersihl, Ankerstrasse 31               |                              | Heilsarmee Korps Zürich-Zentral |
|      | Inselhofkapelle                                               | Riesbach, Mühlebachstrasse 148            | 1906                         | Die Kapelle wurde im Jahr 1906 als Evangelisch-methodistisches Gotteshaus errichtet. Im Jahr 1999 wurde das Gebäude umgenutzt. Seither betreibt die Stiftung Blind-Liecht darin das weltweit erste Dunkel-Restaurant blindekuh, das sehenden Menschen beim Restaurant-Besuch näherbringen möchte, wie die Welt der Blindheit ist. |
|      | Martin-Luther-Kirche                                          | Unterstrass, Kurvenstrasse 39             | 1957–1958                    | Evangelisch-Lutherische Kirchengemeinde Zürich. Die Architekten Franz Steinbrüchel und Ernst Ulrich Krägel erbauten die Kirche mit 240 Sitzplätzen als Zelt Gottes im Stil des Béton brut für die in Zürich seit 1891 ansässige Kirchgemeinde. |
|      | Neuapostolische Kirche Zürich-Affoltern                       | Affoltern, In Böden 180                   | 2016                         | Im Jahr 2016 realisierte die Neuapostolische Kirche den Neubau. |
|      | Neuapostolische Kirche Zürich-Albisrieden                     | Albisrieden, Anemonenstrasse 41           | 2015                         | Die neuapostolische Kirche in Albisrieden stammt aus dem Jahr 2015. |
|      | Neuapostolische Kirche Zürich-Hottingen                       | Hottingen, Gemeindestrasse 32             | 1977–1979                    | Die neuapostolische Kirche erwarb im Jahr 1919 die Liegenschaft des ehemaligen Casinos Hottingen, das für die Gottesdienste einen Saal mit 1'000 Plätzen bot. In den Jahren 1977–1979 wurde die heutige Kirche erbaut. |
|      | Neuapostolische Kirche Zürich-Seebach                         | Seebach, Hertensteinstrasse 27            | 1964–1966                    | Im Jahr 1954 erwarb die neuapostolische Kirche das ehemalige Gasthaus Zum Falken und eröffnete es nach einer Sanierung als Gotteshaus. 1964 wurde das baufällige Lokal abgerissen und die heutige Kirche erstellt, in der seit 1966 die Gottesdienste stattfinden. |
|      | Pfahlhaus (Kirche Jesu Christi der Heiligen der Letzten Tage) | Schwamendingen, Herbstweg 120             | 1968                         | Kirche Jesu Christi der Heiligen der Letzten Tage (Mormonen) |
|      | Freikirche der Siebenten-Tags-Adventisten Zürich I City       | Aussersihl, Cramerstrasse 11              |                              | Freikirche der Siebenten-Tags-Adventisten. Die erste offizielle Schweizer Adventsgemeinde wurde 1883 in Basel gegründet. |
|      | Freikirche der Siebenten-Tags-Adventisten Zürich II Affoltern | Affoltern, Wolfswinkel 36                 | 2009                         | Die Freikirche der Siebenten-Tags-Adventisten eröffnete im Jahr 2009 im neu erbauten Gebäude eine Privatschule, in der auch die Gottesdienste gefeiert werden. |
|      | Sonneggkapelle                                                | Höngg, Bauherrenstrasse 44                | 1918                         | Die Geschichte der evangelisch-methodistischen Kirchgemeinde von Höngg lässt sich bis ins Jahr 1876 zurückverfolgen. 1918 errichtete die Gemeinde die Sonneggkapelle, die sie im Jahr 2011 verkaufte. Seit 2011 finden in der Kapelle die Gottesdienste der freikirchlichen Brüderbewegung statt. |
|      | Königreichssaal der Zeugen Jehovas                            | Wiedikon, Zurlindenstrasse 82             |                              | Zeugen Jehovas Zürich. In der Schweiz seit dem Jahr 1900 aktiv. |
|      | Königreichssaal der Zeugen Jehovas                            | Wiedikon, Zweierstrasse 141               |                              | Zeugen Jehovas Zürich |
|      | Neuapostolische Kirche International Zürich - Schwamendingen  | Schwamendingen, Ueberlandstrasse 243      |                              | |
|      | Missione Evangelica Italiana                                  | Schwamendingen, Hirzenbachstrasse 102     | 1962                         | Die Italienische Evangelische Mission Zürich wurde 1962 von italienischen Einwanderern mit dem Ziel gegründet, ihren Landsleuten das Evangelium zu bringen. |